# 陈冰之
陈冰之（1914年8月—1988年7月26日），男，河南荥阳人，中华人民共和国政治人物，曾任中共河南省委统战部副部长，河南省人大常委会副主任，中共八大代表，第六届全国人大代表。